# Abbas Khan
Pour les articles homonymes, voir Khan (homonymie).
Abbas Khan, né en 1954 et mort le 30 janvier 2021 à Londres est un joueur de squash représentant le Pakistan. Il atteint en 1978 la 7e place mondiale sur le circuit international, son meilleur classement.

## Biographie
Il joue sur le circuit international à partir de 1973, côtoyant ses compatriotes Jahangir Khan et Jansher Khan.
En 1980, il joue dans une exhibition à Dubaï, après quoi il accepte l'offre de diriger l'entraînement de squash de la police de Dubaï. À ce poste, Abbas Khan a mené le cheikh Ahmed al-Maktoum , qui est devenu plus tard le seul médaillé d'or olympique des Émirats arabes unis jusqu'à présent, à un record de dix titres nationaux consécutifs de squash aux Émirats arabes unis. Le cheikh Ahmed al-Maktoum  a gravé son nom dans les livres d'histoire du sport des Émirats arabes unis lorsqu'il abandonne le squash en 1997 pour se lancer à la conquête d'une médaille d'or olympique en double trap lors des Jeux olympiques d'Athènes de 2004.
Il participe à trois championnats du monde en 1979, 1982 et 1983 s'inclinant à chaque fois au premier tour.
Il meurt le 30 janvier 2021 au St George's Hospital à Londres d'une septicémie provoquée par la maladie à coronavirus.